# Траковские
Траковские — дворянский род.
Кирило Дементьев сын Траковской, в 1641 году написан в числе дворян и детей боярских. Равным образом и другие многие сего рода Траковские, Российскому Престолу служили в разных чинах и владели деревнями. Все это доказывается справкой Разрядного архива, выпиской с отказных книг. Определением Рязанского Дворянского Депутатского Собрания, рода Траковских внесён в дворянскую родословную книгу, в 6-ю часть, древнего дворянства.

## Описание герба
В щите имеющем голубое поле горизонтально изображена серебряная полоса, через которую крестообразно положены две шпаги, остроконечиями проходящие сквозь рога золотой луны.
На щите дворянский коронованный шлем. Нашлемник: три страусовых пера. Намёт на щите голубой, подложен серебром.